# Rokytná – ekologický mikroregion
Sdružení obcí Rokytná – ekologický mikroregion sdružuje obce v jihovýchodní části okresu Třebíč.
V mikroregionu leží několik kulturních a přírodních památek a zajímavostí, např. zámek v Jaroměřicích nad Rokytnou, zámek Sádek v Kojeticích, radiotelevizní vysílač na přírodní památce Klučovský kopec a další.

## Obce sdružené v Mikroregionu
- Blatnice
- Bohušice
- Dolní Lažany
- Dolní Vilémovice
- Horní Újezd
- Jaroměřice nad Rokytnou
- Klučov
- Kojetice
- Lesůňky
- Lipník
- Loukovice
- Mikulovice
- Myslibořice
- Ostašov
- Petrůvky
- Příštpo
- Slavičky
- Šebkovice
- Výčapy
- Zárubice